# Stephen J. Townsend

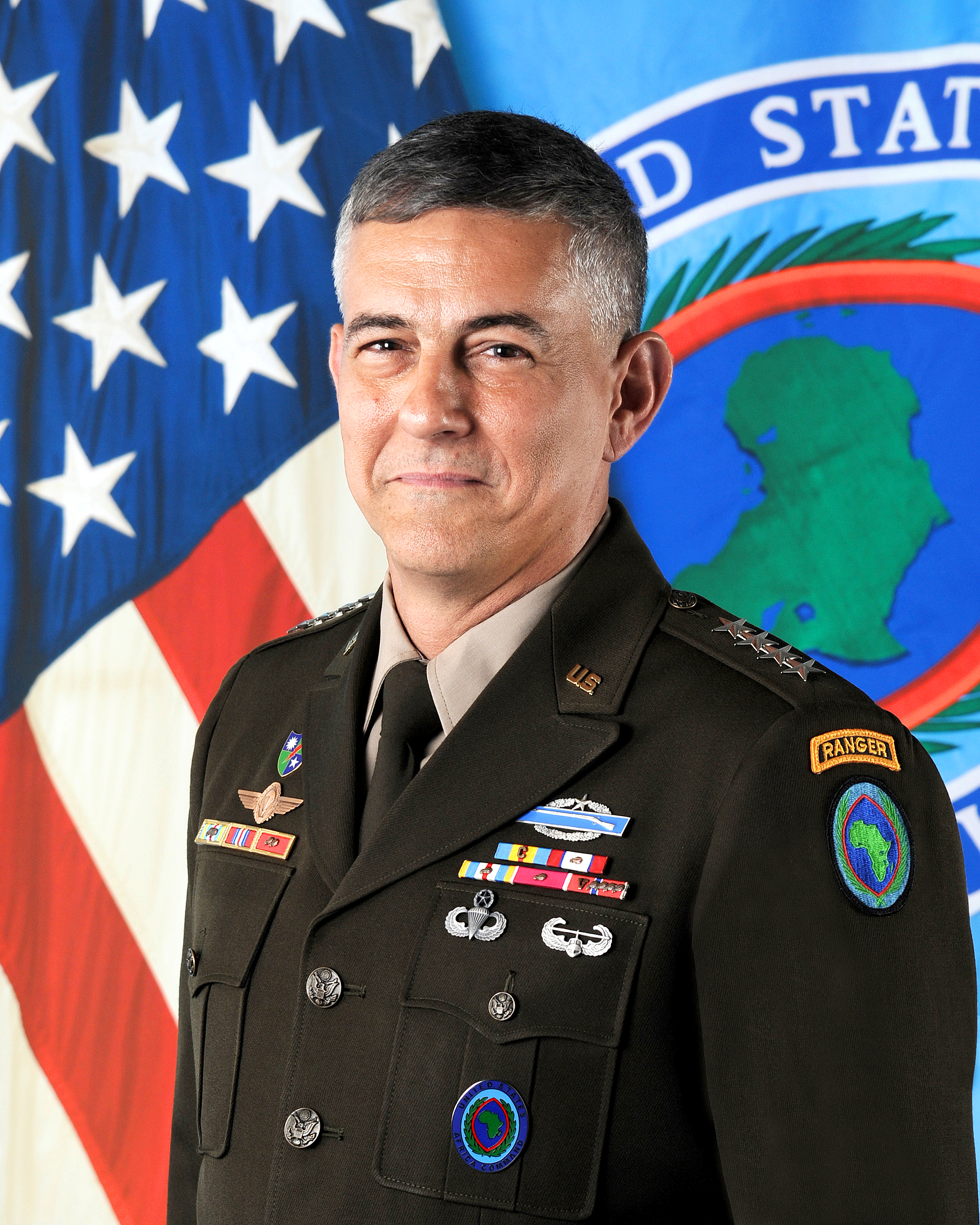
Stephen J. Townsend als General, 2019

Stephen J. Townsend (* 1959 in Scheinfeld) ist ein General der US Army. Er befehligte das 18th Airborne Corps in Fort Bragg und kommandierte die US-Truppen im Irak und Syrien in der Operation Inherent Resolve, bevor er im März 2018 das Kommando über TRADOC übernahm. Anschließend kommandierte er zwischen dem 26. Juli 2019 und dem 9. August 2022 den United States Africa Command. 

## Frühe Jahre
Townsend wurde in Scheinfeld in Mittelfranken als Sohn eines afghanischen Medizinstudenten und einer deutschen Kunststudentin geboren. Er wurde von einer US-amerikanischen Militärfamilie in Deutschland adoptiert. Sein Vater war Staff Sergeant in einer Panzereinheit.
Stephen wuchs in Griffin (Georgia) auf und schloss 1978 die High School ab. Er studierte bis zu seinem Abschluss in Psychologie 1982 am North Georgia College. Townsend hat einen Bachelor in Psychologie und zwei Master-Abschlüsse.

## Militärische Laufbahn
Townsend wurde 1982 Offizier der US Army und begann seine Laufbahn als Zugführer der 82nd Airborne Division in Fort Bragg. 1983 wurde er bei der US-Invasion in Grenada eingesetzt.
Es folgten Verwendungen in der 7th Infantry Division in Fort Ord und dem 75th Ranger Regiment in Fort Benning. Townsend wurde Bataillonskommandeur der 10th Mountain Division und nahm 2002 am Kampf gegen die Taliban während der Operation Anaconda in Afghanistan teil.
Er diente später erneut in Afghanistan und führte ein Stryker Brigade Combat Team im Irak. Anschließend folgte eine Verwendung beim U.S. Central Command in Florida und der Einsatz als stellvertretender Kommandeur der 101st Airborne Division.
Im Mai 2015 übernahm Townsend als Generalleutnant das Kommando über das 18th Airborne Corps in Fort Bragg von Joseph Anderson.
Am 21. August 2016 übernahm Townsend auch das Kommando über die Operation Inherent Resolve von Generalleutnant Sean MacFarland und koordiniert damit den Kampf gegen den IS im Irak und Syrien.
Ende 2017 wurde Townsend zum General ernannt. Am 2. März 2018 übernahm Townsend das Kommando über das United States Army Training and Doctrine Command. Im April 2019 wurde er als möglicher Nachfolger für den Posten des  Oberkommandierenden des United States Africa Command gehandelt. Diesen hatte er seit dem 26. Juli 2019 bis zum 9. August 2022 inne.

## Auszeichnungen
- Defense Distinguished Service Medal
- Army Distinguished Service Medal (3 x)
- Defense Superior Service Medal (2 x)
- Legion of Merit (2 x)
- Bronze Star (5 x)
- Defense Meritorious Service Medal
- Meritorious Service Medal (6 x)
- Army Commendation Medal (3 x)
- Joint Service Achievement Medal
- Army Achievement Medal (5 x)
- Joint Meritorious Unit Award
- Army Valorous Unit Award
- Army Meritorious Unit Commendation (3 x)
- National Defense Service Medal (2 x)
- Armed Forces Expeditionary Medal (3 x)
- Afghanistan Campaign Medal (4 x)
- Iraq Campaign Medal (3 x)
- Inherent Resolve Campaign Medal (2 x)
- Global War on Terrorism Expeditionary Medal
- Global War on Terrorism Service Medal
- Humanitarian Service Medal (2 x)
- Army Service Ribbon
- Army Overseas Service Ribbon (6 x)
- NATO-Medaille der International Security Assistance Force